# آل شل پریش
آل شل پریش (انگلیسی: All Shall Perish) یک گروه دث‌کور آمریکایی از اوکلند، کالیفرنیا است که در سال ۲۰۰۲ آغاز به کار کرد.